# Велиева, Ханум Эльшад кызы
Ханум (также Настя) Эльшад кызы Велиева (азерб. Xanım Elşad qızı Vəliyeva; род. 10 апреля 1999, Красноярск) — российская спортсменка, чемпионка Европы 2020 года, бронзовая призёрка чемпионата мира 2021, чемпионка и призёр чемпионатов России по вольной борьбе, победительница Гран-при Иван Ярыгин, мастер спорта России международного класса. Выступает за клуб «Академия борьбы имени Д. Г. Миндиашвили» (Красноярск). Член сборной команды страны. Участница Олимпийских игр в Токио.

## Биография
Родилась в Красноярске, куда за два года до её рождения из Азербайджана переехали её родители. По национальности — азербайджанка. Позволяет именоваться Настей, так как в детстве азербайджанское имя Ханум детям было трудно запомнить.
В 6 лет начала заниматься борьбой под началом Лидии Карамчаковой. Тогда, как вспоминает Карамчакова, она по-русски почти не говорила. Имела предложения выступать за Азербайджан, но по словам Велиевой, она всегда будет выступать за Россию. Представляет Академию борьбы имени Д. Г. Миндиашвили. Тренируется под руководством заслуженного тренера России Лидии Карамчаковой и Виктора Райкова. Мастер спорта России.

## Спортивная карьера
В 2016 году завоевала бронзовую медаль на Первенстве Европы среди юниоров. В этом же году стала чемпионкой мира среди кадетов. В 2017 году на чемпионате Европы до 23 лет стала бронзовым призёром, а также победила на Первенстве Европы среди юниоров. В этом же году завоевала титул чемпиона России и победила на Кубке европейских наций.
В 2018 году на чемпионате континента до 23 лет Ханум завоевала серебряную медаль, а на чемпионате мира до 23 лет стала бронзовым призёром. На Чемпионате России заняла третье место.
На международном турнире Гран-при Иван Ярыгин в 2019 году была третьей. На Чемпионате России в 2019 году взяла золото. В 2020 году на турнире Гран-при Иван Ярыгин также первенствовала.
В феврале 2020 года на чемпионате континента в итальянской столице, в весовой категории до 68 кг Ханум в схватке за чемпионский титул победила спортсменку из Италии Далму Каневу и завоевала золотую медаль европейского первенства. На чемпионате Европы 2021 года, который проходил в апреле в Варшаве, в весовой категории до 68 кг, российская спортсменка завоевала серебряную медаль. В августе 2023 года Ханум пришла первой на Международном фестивале университетского спорта в Екатеринбурге.
В апреле 2024 года на Европейском квалификационном турнире в Баку ей удалось завоевать лицензию для своей страны на летние Олимпийские игры 2024 в весовой категории до 68 кг.

## Спортивные результаты
- Чемпионат России по женской борьбе 2025 — ;
- 2023 Международный фестиваль университетского спорта — ;
- 2022 Чемпионат России - золото
- 2021 Чемпионат мира - бронза
- 2021 Чемпионат России - золото
- 2021 Чемпионат Европы - серебро
- 2020 Личный Кубок мира - бронза
- 2020 Чемпионат России - золото
- 2020 Чемпионат Европы - золото
- 2020 Гран-при Иван Ярыгин - золото
- 2019 Первенство мира среди юниоров - бронза
- 2019 Чемпионат России - золото
- 2019 Первенство Европы до 23 лет - серебро
- 2019 Гран-при Иван Ярыгин - бронза
- 2018 Первенство мира до 23 лет - бронза
- 2018 Первенство мира среди юниоров - золото
- 2018 Чемпионат России - бронза
- 2018 Первенство Европы среди юниоров - золото
- 2018 Первенство Европы до 23 лет - серебро
- 2017 Кубок европейских наций - золото
- 2017 Первенство мира среди юниоров - золото
- 2017 Первенство Европы среди юниоров - золото
- 2017 Чемпионат России - золото
- 2017 Первенство Европы до 23 лет - бронза
- 2016 Первенство мира среди кадетов - золото
- 2016 Первенство Европы среди юниоров - бронза